# 胡以晃
胡 以晃（こ いこう、Hu Yihuang、1812年 - 1856年）は、太平天国の指導者の一人。豫王に封ぜられた。
広西省潯州府平南県出身。裕福な家に生まれ、武秀才となる。拝上帝会に入会後、家産を売って多額の寄付をしている。金田蜂起の後は、春官正丞相に任命された。1853年に太平天国が天京に都を定めた後、胡以晃と頼漢英は千隻余りの水軍と二万の陸兵を率いて西征に乗り出し、6月に安慶を再征服し、ついで江西省南昌を包囲したが攻略することはできなかった。そこで兵力を二分し胡以晃の軍は安徽省に侵攻し、1854年1月に廬州を陥落させ、安徽巡撫江忠源は自殺した。
同年に胡以晃は豫王に封ぜられたが、1856年に江西で病死した。